# Monroe (Louisiana)
|  | Dieser Artikel wurde aufgrund von inhaltlichen Mängeln auf der Qualitätssicherungsseite des Projektes USA eingetragen. Hilf mit, die Qualität dieses Artikels auf ein akzeptables Niveau zu bringen, und beteilige dich an der Diskussion! Eine nähere Beschreibung der zu behebenden Mängel fehlt. |

Monroe ist eine Stadt und Verwaltungssitz des Ouachita Parish im Norden des US-amerikanischen Bundesstaates Louisiana mit 47.702 Einwohnern (Stand: Volkszählung 2020). Monroe liegt am Ostufer des Ouachita River und bildet mit der am Westufer befindlichen Stadt West Monroe die „Twincities of northeast Louisiana“.
In der Umgebung von Monroe liegen mehrere der ältesten bekannten Bauwerke Nordamerikas, Mounds aus der mittleren archaischen Periode. Die Fundorte Watson Brake südlich der Stadt und Frenchman’s Bend nördlich gehören zu den komplexesten Anlagen von Erdwerken dieser Epoche. 
Von 1926 bis 1941 war die Stadt Heimat von Delta Air Lines. Im Osten der Stadt befindet sich der Monroe Regional Airport.
Die Stadt ist Sitz des erfolgreichen Unternehmens Duck Commander, welches von Phil Robertson gegründet und geführt wurde. Dieser wurde später durch die Fernsehserie Duck Dynasty bekannt.

## Söhne und Töchter der Stadt
- George H. Lowery (1913–1978), Ornithologe und Mammaloge
- Rudy Toombs (1914–1962), Songwriter
- Al King (1926–1999), Blues-Sänger und Songwriter
- Carl Fontana (1928–2003), Jazz-Posaunist
- Fred Anderson (1929–2010), Jazzmusiker
- Toussaint McCall (1934–2023), R&B- und Soul-Musiker
- Bill Russell (1934–2022), Basketballspieler
- Huey Newton (1942–1989), Gründungsmitglied der Black Panther Party
- Paul E. Stein (1944–2002), Generalleutnant der United States Air Force
- Doug Duffey (* 1950), Soul-, Blues- und Rockmusiker
- Billy Joe DuPree (* 1950), American-Football-Spieler
- Larry Gordon (1954–1983), Linebacker im American Football
- Hamid Drake (* 1955), Jazzmusiker
- Skeeter Jackson (* 1956), Basketballspieler
- Frank Ticheli (* 1958), Komponist
- Ronnie Coleman (* 1964), Bodybuilder
- Ron Ellis (* 1967), Basketballspieler
- David Toms (* 1967), Profigolfer der PGA TOUR
- Trachette Jackson (* 1972), Mathematikerin und Hochschullehrerin
- Pat Williams (* 1972), American-Football-Spieler
- Susan Ward (* 1976), Schauspielerin und Fotomodell
- Shawn Reaves (* 1978), Schauspieler
- Andrew Whitworth (* 1981), American-Football-Spieler
- Paul Millsap (* 1985), Basketballspieler